# Roberta Flack
Roberta Flack, teljes neve: Roberta Cleopatra Flack (Asheville, Észak-Karolina, 1937. február 10. – 2025. február 24.) többszörös Grammy-díjas amerikai énekesnő, rhythm and blues-, dzsessz-, pop- és folkdalok kiemelkedő előadója.

## Pályakép
Apja templomi orgonista volt. Zongorázni tanult, majd tizenöt éves korában(!) beiratkozott a Howard Egyetemre, és tizenkilenc éves korában zenetanári képesítést szerzett.
Huszonkilenc éves korában lépett föl először nagy nyilvánosság előtt, addig csak klubokban énekelt. Les McCann dzsessz-muzsikus ajánlotta be az Atlantic Records kiadóhoz. Első lemeze, az 1969-ben megjelent First Take volt.
Az album nem volt különösebben sikeres, egészen addig, amíg Clint Eastwood fel nem figyelt a rajta szereplő First Time Ever I Saw Your Face (Amikor először megláttam az arcod) című dalra. A számot felhasználta első filmjében, a Játszd le nekem a Mistyt!-ben. A film és betétdala óriási siker lett, és az utóbbi 1971-ben, megjelenése után két évvel felkerült a Billboard Hot 100 élére. Ezen kívül 1973-ban "Az év felvételének" járó Grammy-díjjal jutalmazták.
Flack karrierje a magasba ívelt. Egy évvel később szintén a slágerlisták élére került a Killing Me Softly with His Song című dallal, és a Grammy-sikert is megismételte: 1974-ben ez is "Az év felvétele" lett. A számot később a Fugees együttes és Lauryn Hill dolgozta fel, szintén óriási sikerrel. A feldolgozás a slágerlisták élén végzett, illetve Grammy-díjat kapott ("Legjobb duó vagy együttes által előadott R&B-felvétel").
Hatott rá – mások mellett – Billie Holiday, Mahalia Jackson, Aretha Franklin, Nina Simone, Sam Cooke, Joan Baez, Dionne Warwick, Lena Horne előadóművészete.
Fellépett Miles Davisszel és Quincy Jonesszal is. 1999-ben Dél-Afrikában énekelt Nelson Mandela tiszteletére.

## Lemezek
- First Take (1969)
- Chapter Two (1970)
- Quiet Fire (1971)
- Roberta Flack&Donny Hathaway (1972)
- Killing Me Softly (1973)
- Feel Like, Makin’ Love (1975)
- Blue Lights in The Basement (1977)
- Roberta Flack Featuring Donny Hathaway (1980)
- I’m The One (1982)
- Oasis (1988)
- Set The Night to Music (1991)
- Softly With These Songs: The Best of Roberta Flack (1993)
- Roberta (1995)
- Holiday (2003)
- Love Songs (2011)
- Let It Be Roberta: Roberta Flack Sings The Beatles (2012)

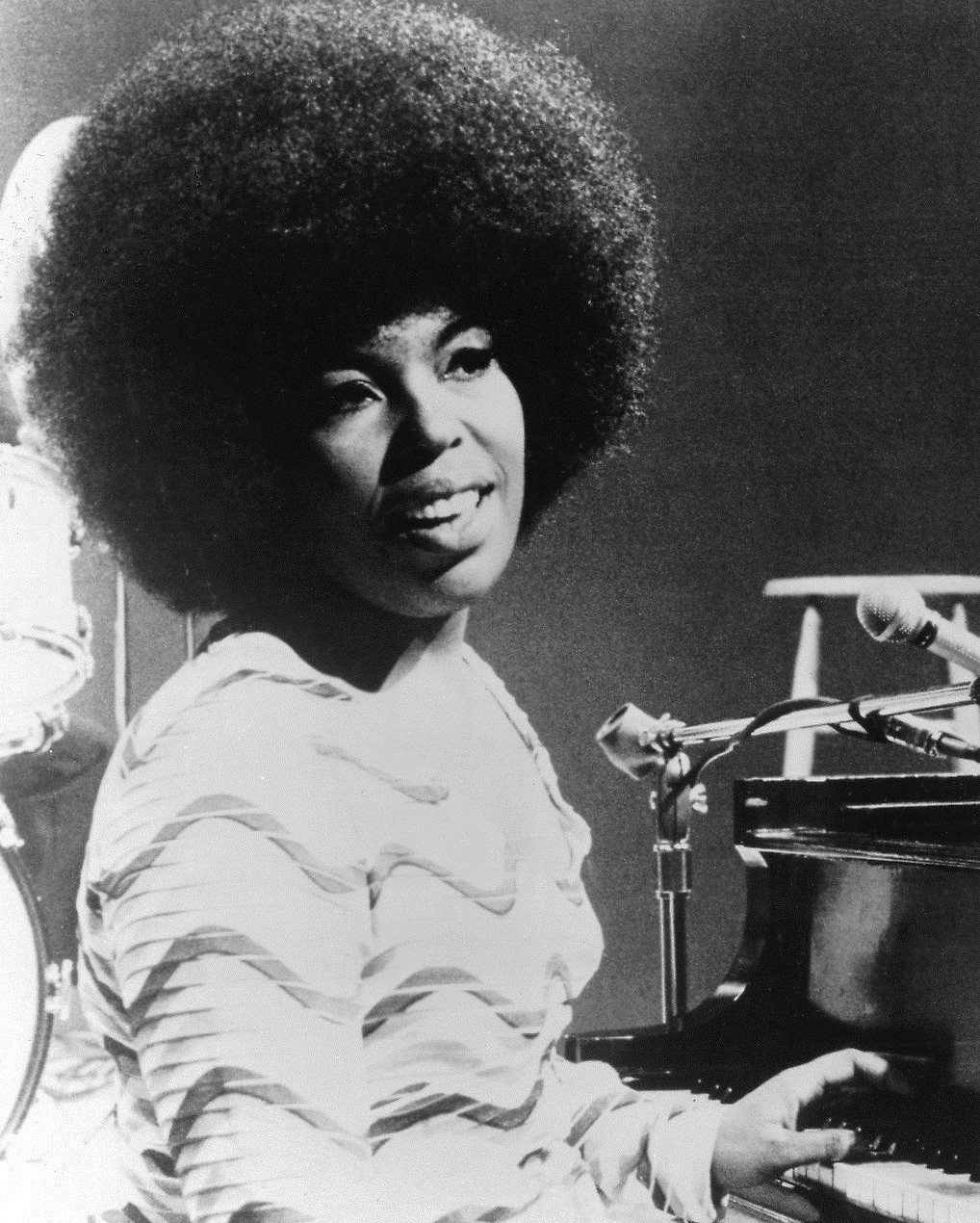
1971-ben

## Grammy-díjak
- 1973: „The First Time Ever I Saw Your Face”: Record of the Year; Best Pop Vocal Performance by a Duo, Group or Chorus
- 1974: „Killing Me Softly with His Song”: Record of the Year; Best Pop Vocal Performance Female
- 2020: Grammy Lifetime Achievement Award